# Szónoky Miklós
Szónoky Miklós (Szeged, 1939. július 10. –) magyar geográfus, egyetemi docens. A földtudományok kandidátusa (1996).

## Életpályája
1957-ben érettségizett a Radnóti Miklós Gimnáziumban.
1960-tól a Magyarhoni Földtani Társulat (MFT) tagja. 1962-ben diplomázott a József Attila Tudományegyetem Természettudományi Kar földrajz-földtan szakán. 1962–1967 között az Országos Kőolaj és Gázipari Tröszt (OKGT) Dunántúli Kútfúrási Üzemének geológusa volt. 1967–1976 között a József Attila Tudományegyetem Földtani és Őslénytani Tanszék egyetemi tanársegéde volt.
1970-től a Magyar Malakológus Szekció tagja. 1975-ben egyetemi doktor lett. 1975-től a Természettudományi Kar Diákköri Tanácsának tagja. 1976–1988 között egyetemi adjunktus volt.
1985-ben a Természettudományi Kar Oktatási és Nevelési Bizottságának tagja, 1988-ban titkára lett. 1986-ban a Szovjetunióban és Leningrádban ösztöndíjas volt. 1986–1991 között évfolyamfelelős volt. 1989-ben ismét a Szovjetunióban volt ösztöndíjas.
1991-től a MFT Alföldi Területi Szervezetének vezetőségi tagja. 1992-től a Magyar Rétegtani Bizottság Pannóniai Munkabizottságának tagja. 1993-tól a Tanulmányi Bizottság tagja volt. 1994–2000 között a Földtani és Őslénytani Tanszék vezető-helyettese és a Földrajzi és Földtani Tanszékcsoport Tanácsának tagja volt. 1996-ban lett a földtudományok kandidátusa. 1997-ben PhD. fokozatot szerzett. 1997-től az MFT Oktatási és Közművelődési Szakosztályának vezetőségi tagja, valamint a Magyar Tudományos Akadémia X. Földtudományok Osztálya köztestületének tagja. 1998–2004 között egyetemi docens volt. 1999-ben az USA-ban volt ösztöndíjas.
2004-ben nyugdíjba vonult.

## Művei
- A Balatonfűzfő-gyártelepi Balatoni emeletbeli (felső-pannóniai) feltárás litológiai fejlődése és Mollusca faunája (1992)

## Díjai, kitüntetései
- A Földtani Kutatás Kiváló Dolgozója (1966, 1982)
- József Attila Tudományegyetem Kiváló Oktatója (1985)
- "Kedvenc díj", földrajz szakos vándordíj (1996)
- Fáy András Díj (2001)
- Mestertanár (2001)[2]
- Szegvár kultúrájáért (2009)
- Pedagógus szolgálati emlékérem (2010)